# Encephalartos umbeluziensis
Encephalartos umbeluziensis — вид голонасінних рослин класу саговникоподібні (Cycadopsida).
Етимологія: від річки Mbeluzi, Есватіні, з закінченням лат. -ensis що означає походження.

## Опис
Рослини мають підземний стовбур 0,25 м у висоту, 25 см діаметром. Листки довжиною 100—200 см, темно-зелені, сильно блискучі; хребет зелений, прямий, жорсткий; черешок прямий, без колючок. Листові фрагменти ланцетні; середні — 10–20 см завдовжки, 10–15 мм завширшки. Пилкові шишки 1–4, вузькояйцевиді, зелені, 30 см завдовжки, 8–10 см діаметром. Насіннєві шишки 1–4, яйцеподібні, зелені, завдовжки 25–30 см, 12–15 см діаметром. Насіння довгасте, завдовжки 30–32 мм, шириною 18–23 мм, саркотеста помаранчева.

## Поширення, екологія
Цей вид зустрічається в ряді місць в Мозамбіку й Есватіні. Населення знаходиться у долині річки Umbeluzi. росте на висотах від 50 до 120 м над рівнем моря. Цей вид знаходиться в тіні низького чагарникового рідколісся або у відносно сухій савані і бушвельді.

## Загрози та охорона
Незаконне видалення рослин з дикої природи було зареєстровано, навіть у заповідниках. Популяції захищені в англ. Mlawula Nature Reserve в Есватіні.